# Berdorf
Berdorf (lussemburghese: Bäerdref) è un comune del Lussemburgo orientale. Fa parte del cantone di Echternach e del distretto di Grevenmacher. Berdorf è nota per le rocce di arenaria che la circondano.
Nel 2005, la città di Berdorf, capoluogo del comune, aveva una popolazione di 872 abitanti. Le altre località del comune sono Bollendorf-Pont, Grundhof e Weilerbach.